# Gustaf Komppa
Gustaf Komppa (n. 28 iulie 1867, Vîborg, Marele Principat al Finlandei, Imperiul Rus – d. 20 ianuarie 1949, Helsingfors, Finlanda) a fost un chimist finlandez cunoscut în special pentru introducerea în premieră a metodei sintezei totale, realizată în 1903 la scară industrială în cazul camforului. 

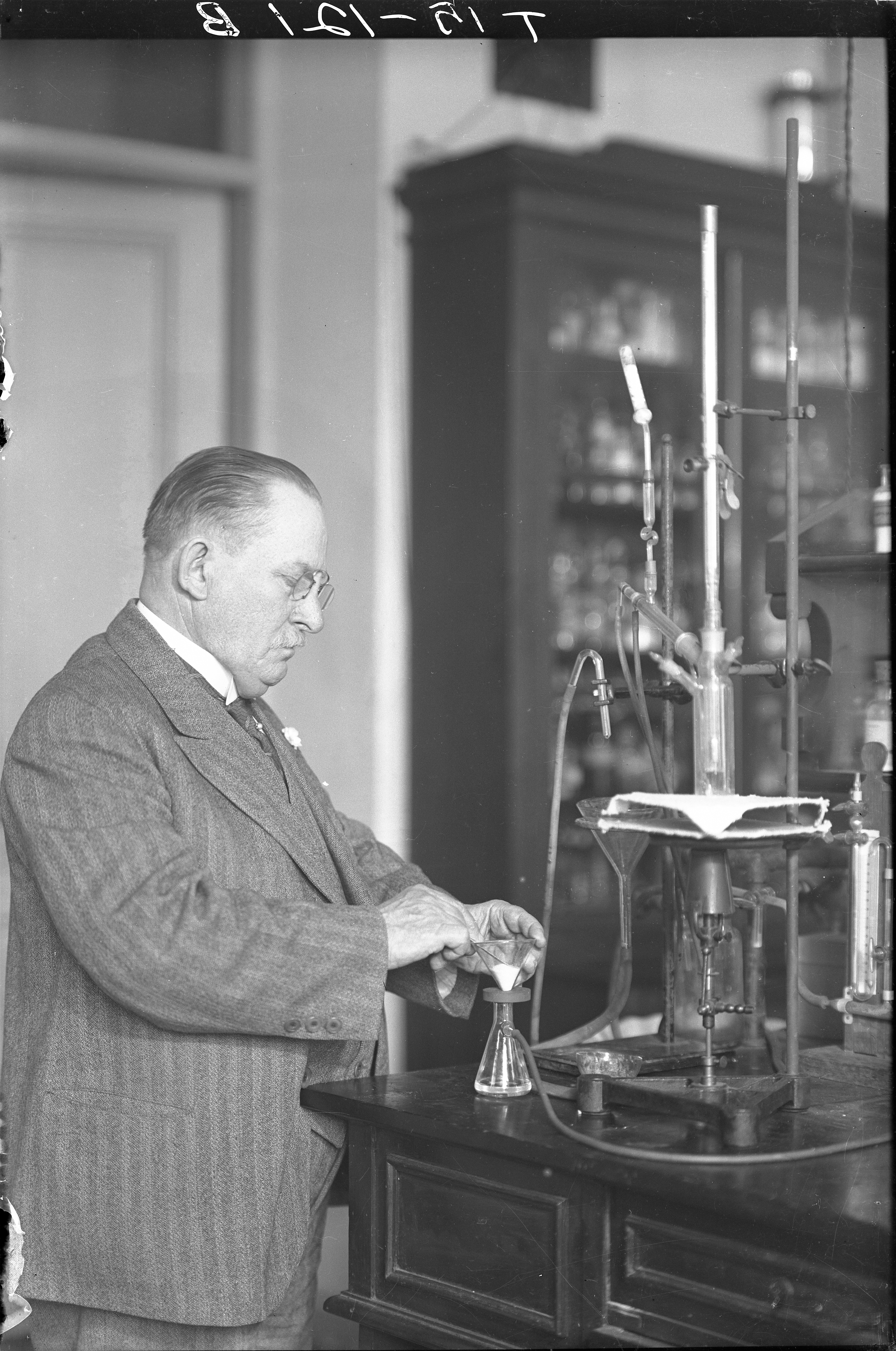
Gustaf Komppa

Komppa s-a născut în Viipuri în 1867. În timp ce a urmat școala secundară din Viborg, profesorul de aritmetică și știință Hugo Zilliacus, i-a deschis interesul în cercetarea științifică. Komppa și-a pregătit propriul laborator de chimie în casa părinților săi, după instrucțiunile din cartea Schule der Chemie a lui Julius Adolph Stöckhard. A absolvit Universitatea Tehnică din Helsinki în 1891 și apoi a lucrat pentru o vreme în Elveția cu Arthur Hantzsch înainte de a obține doctoratul. La scurt timp după revenirea în Finlanda a devenit profesor de chimie la Universitatea Tehnică din Helsinki. El a fost, de asemenea, membru al consiliului de administrație al mai multor corporații finlandeze și membru fondator al Academiei de Științe și Litere din Finlanda . Universitățile din Uppsala, Copenhaga și Heidelberg l-au invitat în calitate de membru onorific. 
Komppa a lucrat intens la sinteza organică a câtorva compuși, în special camforul și terpenoizilor. Sinteza camforului a fost un progres important, în special pentru utilizarea metodei sintezei totale. El a dezvoltat, de asemenea, metode pentru transformarea turbei în combustibil. În timpul carierei sale, Komppa a publicat peste 200 de lucrări științifice. 